# Birgit Nilsson
Birgit Nilsson, švedska sopranistka, * 17. maj 1918, Vastra Karup, Švedska, † 25. december 2005, Bjärlöv, Švedska.
Slovela je po izjemno močnem glasu, s katerim je izstopala predvsem v Wagnerjevih in Straussovih operah.